# والتر وارلیمونت
والتر وارلیمونت (به آلمانی: Walter Warlimont) (۳ اکتبر ۱۸۹۴ – ۹ اکتبر ۱۹۷۶) نظامی بلندپایه آلمانی در دوره رایش سوم و بین‌های ۱۹۳۹ تا ۱۹۴۴ معاون رئیس بخش عملیات‌های فرماندهی عالی ورماخت بود.
ترفیع درجه:
- ۱۹ ژوئن ۱۹۱۴: ستوان دوم
- ۱۶ سپتامبر ۱۹۱۷: ستوان یکم
- ۱ مه ۱۹۲۵: سروان
- -------------: سرگرد
- ۱ مه ۱۹۳۵: سرهنگ دوم
- ۱ فوریه ۱۹۳۸: سرهنگ
- ۱ اوت ۱۹۴۰: سرتیپ
- ۱ آوریل ۱۹۴۲: سرلشکر
- ۱ آوریل ۱۹۴۴: سپهبد (ژنرال توپخانه)